# Робърт Нойс
Робърт Нойс (на английски: Robert Noyce), наричан също „кмет на Силициевата долина“, е американски предприемач, съосновател на Fairchild Semiconductor през 1957 г. и на Intel през 1968 г. Той е и един от изобретателите на интегралната схема, заедно с Джак Килби от Texas Instruments.
Килби изобретява своята интегрална схема шест месеца преди Нойс, но не дава публичност на изобретението си. Поради това никой не оспорва на Нойс титлата „съизобретател“.
Член е на Националната инженерна академия на САЩ (1969) и на Националната академия на науките на САЩ (1980).

## Биография
Нойс е роден на 12 декември 1927 г. в Бърлингтън, Айова в семейството на Ралф и Хариет Нойс. През 1949 г. взема бакалавърска степен по физика в колежа „Гринел“ и докторска степен по същата специалност в Масачузетския технологичен институт през 1953 г.
Докато учи в „Гринел“, Нойс открадва едно прасе от близка ферма, за да организира студентско „Луа“ (Хавайски празник с традиционни храни и забавления) и го заколва в „Кларк хол“ (Clark Hall). Това едва не му струва изгонване от колежа, въпреки че сам си признава за извършената лудория и предлага да заплати прасето. Спасява го професорът му по физика Грант Гейл (Grant O. Gale).
В началото започва работа в лабораторията за полупроводници „Шокли“ (Shockley Semiconductor Laboratory), подразделение на Beckman Instruments, но напуска заедно с още седем колеги, за да основат Fairchild Semiconductor Corporation.
Нойс и Гордън Мур (Gordon E. Moore), химик и физик, основават Intel през 1968 г., когато напускат Fairchild Semiconductor. Широкоизвестно е, че Нойс не е бил харесван от изпълнителния директор на Intel Анди Гроув (Andy Grove), който става президент на компанията през 1979 г. Гроув, който е прочут с безпардонността си в намиране на грешки у другите, е имал Нойс за добро момче, но дразнещо и без особени заложби или резултати.
Сградата на главната квартира на Intel в Санта Клара, Калифорния, сега носи името на Робърт Нойс. Нойс е награден и с почетния медал на IEEE през 1978 г. „за принос към силициевите интегрални микросхеми, които са крайъгълен камък на съвременната електроника.“
В своето последно интервю Нойс е попитан какво би направил, ако е „император“ на Съединените щати. Той отговаря, че освен всичко друго би направил така, че да е сигурен в подготовката на следващото поколение за процъфтяването му в ерата на високите технологии. А това би включвало обучение и на най-бедните и необразовани хора.
Нойс умира от инфаркт на 3 юни 1990 г. на 62 години.